# Richard Andersson (Pianist)
Ernst Christian Richard Andersson (* 22. August 1851 in Stockholm; † 20. Mai 1918 ebenda) war ein schwedischer Komponist, Pianist und Musikpädagoge.
Andersson hatte in seiner Jugend Violin- und Klavierunterricht. Von 1867 bis 1874 studierte er am Stockholmer Konservatorium Klavier bei Jan van Boom, Harmonielehre bei O. D. Winge, Orgelspiel bei Gustaf Adolf Mankell, Komposition bei Hermann Berens und Violine bei Adolf Fredrik Lindroth. Danach nahm er weiteren Klavierunterricht bei Hilda Thegerström. Von 1876 bis 1877 studierte er in Berlin Klavier bei Clara Schumann und Komposition bei Richard Wüerst. Von 1877 bis 1884 war er Student an der Musikhochschule Berlin, wo seine Lehrer Karl Heinrich Barth (Klavier) und Friedrich Kiel (Kontrapunkt) waren.
1866 gründete er in Stockholm eine Musikschule, die zuletzt Niederlassungen u. a. in Uppsala, Djursholm, Saltsjöbaden und Enskede hatte und 56 Lehrer beschäftigte, und die er bis zu seinem Tod leitete. Zu den Absolventen dieser Schule zählten neben anderen Vilhelm Stenhammar, Knut Bäck, John G. Jacobsson, Adolf Wiklund, Astrid Berwald, Manolita d'Anduaga und Kerstin Runbäck. Von 1904 bis 1906 unterrichtete er außerdem Klavier am Stockholmer Konservatorium. Als Komponist wurde Andersson vor allem mit Liedern (u. a. nach Texten von Heinrich Heine, Ludwig Uhland, Emanuel Geibel, Björnsterne Björnson), Klavierstücken und kammermusikalischen Werken bekannt.